# Cahiers du cinéma
Les Cahiers du cinéma francuski je filmski časopis kojeg je osnovala skupina filmskih kritičara 1951.
Nadahnuti svojim mentorima iz Cinémathèque, Henriem Langloisom i Andréom Bazinom, skupina kritičara među kojima su bili Jean-Luc Godard, François Truffaut, Jacques Rivette, Jacques Doniol-Valcroze i Claude Chabrol, napravili su ono što će postati prekretnica za pokret francuskog novog vala; osnivaju časopis Cahiers du cinéma.
Kritičari u Cahiersu razvili su novi oblik filmske kritike, prepoznatljivi art film i diskutirali su međunarodne redatelje. Bili su kritični prema uobičajenim formama francuskog filma, što su kritičari nazivali tradition de qualité i le cinéma de papa. Ovaj filmski oblik dominirao je francuskom filmskom industrijom i producirao je filmove u velikim studijima, najčešće ekranizacijom romana, s poznatim zvjezdama.  
Kritičari u Cahiersu upoređuju film s drugim umjetničkim formama. S ovom mišlju u pozadini nastupao je jedan od najagresivnijih kritičara, François Truffaut. On je napisao niz kritičnih tekstova u kojima kritizira kvalitet tradicijskih redatelja (tj. redatelja u okvirima tradition de qualité) da nisu originalni i predstavlja svoju teoriju la politique des Auteurs, u kojoj opisuje teoriju i pojam auteur (redatelja). 